# Noel López
Noel López de la Fuente (Silleda, Pontevedra, 17 de marzo de 2003) es un futbolista español que juega como delantero en el Real Madrid Castilla C. F. de la Primera Federación, tercera categoría del fútbol de España.

## Trayectoria
Comienza a jugar al fútbol en Silleda llamando pronto la atención del Deportivo de La Coruña, que lo incorporó a su cantera. En el club coruñés comienza en el Benjamín B y posteriormente pasa por todas las categorías del club.
Ya en el equipo juvenil, disputa la División de Honor en las temporadas 2019-20 y 2020-21, anotando 13 goles en 22 partidos en la segunda y contribuyendo a que su equipo quedase en primera posición del Grupo 1. De esta forma disputó la Copa de Campeones en Marbella, anotando un gol en cuartos de final contra la UD Las Palmas forzando la prórroga y otros dos en la final contra el FC Barcelona, proclamándose así campeón de España.
En verano de 2021 realizó la pretemporada con el primer equipo bajo los mandos de Borja Jiménez, jugando varios amistosos y anotando su primer tanto en uno contra el CD Arenteiro, entrando en la historia del equipo gallego pues se convertía en el primer jugador en marcar un gol en todas las categorías del club.
El 29 de agosto de 2021 debutó con el Deportivo en partido oficial, entrando como sustituto de Miku en los minutos finales y anotando el quinto gol en la goleada por 5-0 frente al Celta de Vigo correspondiente a la primera jornada de la Primera División RFEF 2021-22. Unos días después de su debut y gol, es convocado por primera vez con la Selección española sub-19 para jugar un amistoso contra México, saliendo como titular.
Al final de temporada, aún con contrato de aficionado, el club gallego y el Real Madrid Club de Fútbol llegaron a un acuerdo para su traspaso y que pasara a formar parte de la disciplina madrileña, y concretamente de su equipo filial.

## Estadísticas

### Clubes
Actualizado al último partido disputado el 4 de mayo de 2025.
| Club                                  | Div.          | Temporada     | Liga  | Liga  | Liga   | Copas nacionales | Copas nacionales | Copas nacionales | Copas internacionales | Copas internacionales | Copas internacionales | Total | Total | Total  |
| Club                                  | Div.          | Temporada     | Part. | Goles | Asist. | Part.            | Goles            | Asist.           | Part.                 | Goles                 | Asist.                | Part. | Goles | Asist. |
| ------------------------------------- | ------------- | ------------- | ----- | ----- | ------ | ---------------- | ---------------- | ---------------- | --------------------- | --------------------- | --------------------- | ----- | ----- | ------ |
| R. C. Deportivo de La Coruña · España | 3.ª           | 2021-22       | 30    | 4     | 1      | 2                | 0                | 0                | —                     | —                     | —                     | 32    | 4     | 1      |
| R. C. Deportivo de La Coruña · España | Total club    | Total club    | 30    | 4     | 1      | 2                | 0                | 0                | 0                     | 0                     | 0                     | 32    | 4     | 1      |
| Real Madrid C. F. Castilla · España   | 3.ª           | 2022-23       | 15    | 1     | 1      | —                | —                | —                | —                     | —                     | —                     | 15    | 1     | 1      |
| Real Madrid C. F. Castilla · España   | 3.ª           | 2023-24       | 5     | 0     | 0      | —                | —                | —                | —                     | —                     | —                     | 5     | 0     | 0      |
| Real Madrid C. F. Castilla · España   | Total club    | Total club    | 20    | 1     | 1      | 0                | 0                | 0                | 0                     | 0                     | 0                     | 21    | 1     | 1      |
| C. A. Osasuna "B" · España            | 3.ª           | 2024-25       | 16    | 1     | 0      | —                | —                | —                | —                     | —                     | —                     | 16    | 1     | 0      |
| C. A. Osasuna "B" · España            | Total club    | Total club    | 16    | 1     | 0      | 1                | 0                | 0                | 0                     | 0                     | 0                     | 16    | 1     | 0      |
| Total carrera                         | Total carrera | Total carrera | 66    | 6     | 2      | 3                | 0                | 0                | 0                     | 0                     | 0                     | 69    | 6     | 2      |